# Držková
Držková är en ort i Tjeckien.   Den ligger i regionen Zlín, i den östra delen av landet, 260 km öster om huvudstaden Prag. Držková ligger 373 meter över havet och antalet invånare är 327.
Terrängen runt Držková är huvudsakligen kuperad, men söderut är den platt. Runt Držková är det ganska tätbefolkat, med 149 invånare per kvadratkilometer. Närmaste större samhälle är Zlín, 13,2 km sydväst om Držková. I omgivningarna runt Držková växer i huvudsak blandskog.